# Alain Perrin
Alain Perrin, (ur. 7 października 1956 w Lure) – jest francuskim trenerem. Od października 2008 do grudnia 2009 prowadził AS Saint-Étienne.

## Kariera
Zaczynał karierę szkoleniowca w klubie AS Nancy w roku 1983, jako trener juniorów drużyny prowadzonej przez Arsène Wengera, zdobył reputację bardzo zdolnego trenera juniorów i zaproponowano mu szefowanie tamtejszej akademii piłkarskiej.
W roku 1993 miał pierwszą okazję do wykazania się swoimi umiejętnościami w prowadzeniu klubu gdy przejął kierowanie drużyną Troyes AC, i dość szybko udało mu się awansować z tym klubem do Ligue 1. W debiutanckim sezonie jego klub zdołał się ponadto zakwalifikować do Pucharu UEFA. Te sukcesy zaowocowały propozycją prowadzenia Olympique Marsylia w 2002 roku.
15 grudnia 2009 roku został zwolniony z roli szkoleniowca AS Saint-Étienne.